# 華人物理學刊
《華人物理學刊》（Chinese Journal of Physics，简写），原中文譯名《中国物理学刊》、《中華民國物理學刊》，是一份由台灣物理學會（原中华民国物理学会）出版的物理学学术期刊，由戴运轨于1963年创办。自创刊至1975年，每年出两刊。1976年至1987年，每年出四刊。1989年后改为双月刊。中央研究院胡進錕担任执行主编。此刊的顾问为六名曾获诺贝尔奖的华人：朱棣文、李政道、李远哲、丁肇中、崔琦、杨振宁。
《華人物理學刊》是由中華民國物理學會（Physical Society of Taiwan）主辦的國際性同行審查期刊，自1963年創刊以來致力於發表涵蓋物理學各個分支領域的研究成果。該期刊目前由 Elsevier 負責出版與發行，並以英文為發表語言，具備國際學術可見度。其收錄範圍廣泛，包括凝聚態物理、統計與量子力學、原子與分子物理、光學、粒子與核子物理、天體物理、流體力學、生物與醫學物理、量子資訊與計算、電漿物理與非線性動力學等，特別鼓勵跨領域與新興領域研究投稿。
根據近年的資料，《華人物理學刊》的影響因子（Impact Factor）約為 4.6–5.0，在物理領域中屬於中等水準。該期刊已被包括 Science Citation Index Expanded (SCIE) 與 Scopus 等重要資料庫收錄，是一份具備正式國際學術地位的期刊。審稿流程相對迅速，初審時間多數介於 1.5 至 2 個月，適合希望及時發表研究成果的學者。
該期刊的優勢在於主題包容度高，對新興領域如非厄米量子系統、量子資訊、複雜網絡物理等保持高度開放，編委會亦涵蓋亞洲與歐美地區的學者，逐步強化其國際化發展。然而，相較於頂尖物理期刊如 Physical Review Letters 或 Nature Physics，Chin. J. Phys. 的國際知名度與引用影響力仍有成長空間，尤其在歐美研究機構中的曝光程度相對較低。
整體而言，《華人物理學刊》是一個穩定、審查嚴謹、並且對多樣主題友善的國際期刊，特別適合亞洲地區學者或從事凝聚態、量子物理、交叉科學等領域的研究者投稿與閱讀。隨著其國際合作與學術品質持續提升，該期刊在全球物理學界的影響力預期將進一步擴大。